# Srečno praštevilo
Sréčno práštevílo je v matematiki celo število, ki je hkrati praštevilo in srečno število. Prva srečna praštevila so (OEIS A031157):
3, 7, 13, 31, 43, 67, 73, 79, 127, 151, 163, 193, 211, 223, 241, 283, 307, 331, 349, 367, 409, 421, 433, 463, 487, 541, 577, 601, 613, 619, 631, 643, 673, 727, 739, 769, 787, 823, 883, 937, 991, 997, 1009,...
Dvojčki srečnih praštevil so v splošnem manj pogosti kot praštevilski dvojčki, vendar v podobnem razmerju.